# Ulrich Brixner
Ulrich Brixner (* 6. Januar 1941 in München; † 15. Februar 2009 in Frankfurt am Main) war ein deutscher Bankmanager und Vorstandsvorsitzender der DZ Bank.

## Leben
Brixner studierte an den Universitäten Tübingen, Saarbrücken und Mannheim Betriebswirtschaftslehre. Er beendete sein Studium 1966 in Mannheim als Diplom-Kaufmann, drei Jahre später promovierte er ebenfalls in Mannheim. Nach Abschluss seines Studiums trat er 1969 in die DG Bank ein, wechselte jedoch bald darauf in den Vorstand der SGZ Bank. Diese Bank führte er mit der GZB-Bank Stuttgart zusammen, woraus die GZ-Bank entstand. Nach dem Zusammenschluss der DG Bank mit der GZ-Bank entstand die DZ Bank, bei der er Vorstandsvorsitzender war. Zum 15. September 2006 gab er diese Stelle an Wolfgang Kirsch ab.
Am 4. November 2004 wurde Brixner die Ehrendoktorwürde der Fakultät für Wirtschaftswissenschaften der Universität Karlsruhe verliehen.
Brixner war der Vorsitzende des Vorstands der EBS Stiftung, die die Trägerschaft und Förderung der EBS Universität für Wirtschaft und Recht zur Aufgabe hat. Zudem war er Mitglied im Verwaltungsrat der Landwirtschaftlichen Rentenbank.